# Som et strejf af en dråbe – Danmark synger farvel til Kim Larsen
Som et strejf af en dråbe – Danmark synger farvel til Kim Larsen var DR's mindekoncert for Kim Larsen 7. oktober 2018 på Rådhuspladsen i København produceret i samarbejde med Nordisk Film TV. Mindekoncerten blev sendt direkte på DR1 og P4. En række danske musikere præsenterede deres fortolkninger af Kim Larsens sange, og Mads Steffensen var vært for mindekoncerten, mens Stine Schwennesen var tv-speaker. Storskærme blev sat op i Aalborg på Musikkens Plads ved Musikkens Hus, i Aarhus på Officerspladsen ved Musikhusparken og i Odense på Flakhaven ved Rådhuset.
Koncerten lukkede dele af H.C. Andersens Boulevard, og både på den og ned af Vesterbrogade til Tivoli var der fyldt med mennesker. Ifølge Københavns Politis oplysninger til Ekstra Bladets liveblog var der 20.000-25.000 mennesker til stede på og omkring Rådhuspladsen. Ifølge arrangøren og sikkerhedsteamet var der 35.000 til stede. I Aalborg overværede cirka 10.000 mindekoncerten på storskærm. I Aarhus deltog omkring 8.000, mens der i Odense var samlet 3.500. 1,4 millioner fulgte mindekoncerten på DR1. Blandt programmer med mere end 1,4 millioner seere findes primært store sportsbegivenheder samt ganske få afsnit af dansk drama og underholdning.

## Koncertnavnet
Navnet på koncerten kommer fra en af Gasolin's korteste sange, Som et strejf af en dråbe - en sang der blev brugt som afslutning på DR's Ungdomsradioen P4 i P1 fra 1973-1994 og derefter som afslutning på Tine Brylds ungdomsprogram Tværs frem til 2008. Den har derfor en stor tilknytning til Danmarks Radio, der jo stod bag koncerten.
Sangen var også den sidste sang, som Kim Larsen sang i hans sidste koncert i Holbæk.

## Medvirkende
Flere danske musikere deltog i koncerten:
1. Caroline Henderson: "Som et strejf af en dråbe"
2. Dorthe Gerlach: "This Is My Life"
3. Rasmus Nøhr: "Hvis din far gir dig lov"
4. Love Shop: "Langebro"
5. Mette Lindberg og Kira Skov: "Kloden drejer stille rundt" og "Sirenesangen"
6. The Minds of 99: "Kvinde min" og "Tik Tik"
7. Oh Land: "Papirsklip"
8. Michael Falch: "Midt om natten"
9. Mattias Kolstrup: "Masser af succes"
10. Rasmus Walter: "De smukke unge mennesker"
11. Kwamie Liv: "Pianomand"
12. Carl Emil Petersen: "Jutlandia"
13. Alfred Nordhøj Kann fra DR VokalEnsemblet - "Joanna"
14. Magtens Korridorer: "Det bedste til mig og mine venner" og "Rabalderstræde"
15. DR PigeKoret: "Om lidt"